# Robertson Point
Der Robertson Point ist eine Landspitze an der Nordküste Südgeorgiens. Er liegt auf der Ostseite der Einfahrt zur Fortuna Bay.
Der Name für diese Landspitze ist seit mindestens 1920 bekannt.